# SK Rooierheide
SK Rooierheide was een Belgische voetbalclub uit Rooierheide, een gehucht van Diepenbeek. De club was aangesloten bij de KBVB met stamnummer 8004 en had groen en geel als clubkleuren. Naast een eerste elftal en reserve-elftal, trad de club nog met een twintigtal jeugdploegen in competitie.

## Geschiedenis
In 1951 was in Diepenbeek voetbalclub SK Diepenbeek ontstaan, met geel en blauw als clubkleuren. In 1972 splitste zich daarvan een nieuwe club af, SV Rooierheide. De club sloot zich in 1973 aan bij de Belgische Voetbalbond onder stamnummer 8004 en nam groen en zwart als kleuren aan. Rooierheide bleef er de volgende jaren in de provinciale reeksen spelen.
Toen de jeugdwerking van Diepenbeek op het eind van de 20ste eeuw het moeilijk kreeg, kwam het tot fusiegesprekken tussen de twee Diepenbeekse clubs. Uiteindelijk smolten de clubs in 2001 samen en ging men verder als SK Rooierheide. Men speelde verder met stamnummer 8004 van Rooierheide en de clubkleuren werden geel en groen, een combinatie van de kleuren van de vroegere clubs.
Na verschillende seizoenen in Tweede Provinciale zakte SK Rooierheide in het eerste decennium van de 21ste eeuw naar Derde Provinciale. In 2011 promoveerde men nog eens naar Tweede Provinciale via de eindronde, maar na een jaar degradeerde men weer naar Derde Provinciale. De club zakte verder werd weg, want in 2014 eindigde men ook daar laatste en degradeerde men naar Vierde Provinciale, het allerlaagste niveau. In het seizoen 2014 - 2015 kende de club weer een hoogtepunt. Het promoveerde, via eindronde opnieuw naar derde provinciale.
In 2018 besloot men een fusie aan te gaan met die andere voetbalclub uit Diepenbeek, KVVZ Diepenbeek.

De nieuwe en enige voetbalclub in Diepenbeek heet voortaan KFC Diepenbeek.